# Wólka Plebańska (przystanek kolejowy)
Wólka Plebańska – przystanek kolejowy w Wólce Plebańskiej, w województwie świętokrzyskim, w Polsce. Na przystanku zatrzymują się pociągi jeżdżące na trasie ze Skarżyska-Kamiennej do Opoczna, Tomaszowa Mazowieckiego i Łodzi.

## Ruch pasażerski
| Rok  | Wymiana pasażerska na dobę |
| ---- | -------------------------- |
| 2017 | –                          |
| 2022 | 20-49                      |